# Luddig skägglav
Luddig skägglav (Usnea hirta) är en lavart i släktet skägglavar (Usnea) och familjen Parmeliaceae. Den beskrevs först som Lichen hirtus av Carl von Linné i Species plantarum (1753), men flyttades år 1780 till släktet Usnea av Friedrich Heinrich Wiggers.

## Beskrivning
Arten är svårt att skilja från andra lavar i släktet Usnea, särskilt kort skägglav (U. subfloridana). Den har en busklik bål som kan bli upp till 10 centimeter hög, med en hopsnörd, ljus bas; kort skägglav har svart bas. Grenarna är något ojämna, med korta utskott, så kallade fibriller, och isidiösa soral som förekommer ända ut i grenspetsarna.

## Utbredning och habitat
Luddig skägglav finns över hela världen, med stor morfologisk variation. I Sverige förekommer arten över hela landet, men blir mer sällsynt i norr. Den växer på träd på mer eller mindre öppna platser, i Sverige framför allt på tall, men den kan även hittas på andra trädslag samt på naket trä.